# Domenico Manni

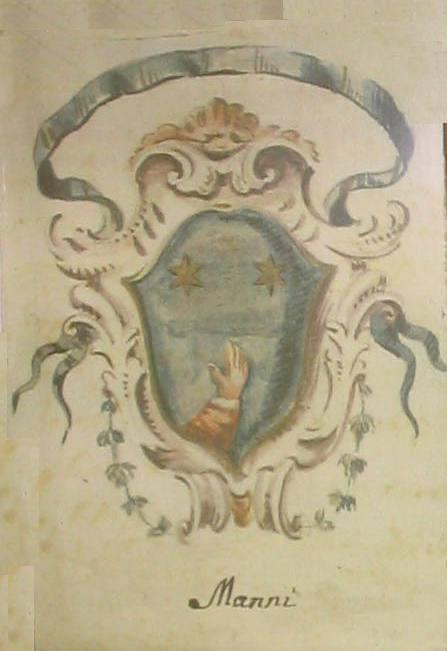
Stemma dei conti Manni

Domenico Manni, Proposto, appartenente alla nobile famiglia pistoiese dei conti Manni (Pistoia, 11 aprile 1646 – 7 luglio 1741), è stato un ingegnere italiano.

## Biografia
Nacque a Palazzo Manni già Scarfantoni sul Corso, terzo figlio (assieme al gemello Vincenzo) di Federigo di Giovanni Battista e di donna Eleonora di Matteo Brunozzi.
Studiò in Pisa al Collegio Ferdinando e divenne ingegnere. 
Scrisse varie opere tra le quali un "Trattato sulla Direzione dei Torrenti" (Pistoia, Gatti 1705 in 4°con tavole) ed un altro "Trattato della essiccazione delle Paludi Pontine" (Pistoia, Gatti, 1714 in 4° con tavole), entrambi conservati alla Biblioteca Nazionale di Firenze. 
Fu provveditore dell'Opera della Basilica della Madonna dell'Umiltà di Pistoia e nel 1724, quando si sparse la voce che la cupolina dell'atrio della Basilica della Madonna dell'Umiltà progettata da Ventura Vitoni minacciasse imminente rovina, egli fu sostenitore della solidità dell'opera del Vitoni: a tal proposito rimangono su detta questione numerosi suoi carteggi con vari Architetti dell'epoca, quali Giovan Battista Foggini, Salle ed altri.
Nel 1741 morì e fu sepolto con tutti gli onori nella Basilica di San Francesco di Pistoia nel Sepolcreto di famiglia, lasciando erede universale di tutti i suoi vasti possedimenti, (vari palazzi in città e numerosi poderi e case in campagna tra cui la Villa di Carraia a Lamporecchio), il cugino conte Niccolò Manni di Cammillo Pietro.